# Палудан, Якоб
Якоб Палудан (дат. Jacob Paludan; 7 февраля 1896 года, Копенгаген, Датско-норвежская уния — 26 сентября 1975 года, Биркерёд, Дания) — датский писатель, эссеист, переводчик и литературный критик.

## Биография
Якоб Палудан родился в Копенгагене в семье известного литературного критика, профессора датской литературы Юлиуса Палудана  и Герды Пуггорд (дат. Gerda Puggaard). Окончил реальное училище в 1912 году, в том же году поступил в  Копенгагенский университет, где в 1918 году получил степень кандидата фармацевтических наук. После окончания университета Якоб Палудан несколько лет работал фармацевтом в аптеках Дании и Эквадора. Затем в 1921 году он переехал в Соединенные Штаты, где спустя год дебютировал со своим первым романом «Западные дороги». Спустя какое-то время Якоб бросил работу в аптеке, завел небольшую птицеферму и зарабатывал на жизнь выращиванием цыплят, продолжая при этом заниматься литературой. В 1933 года Якоб, получивший к этому времени признание как писатель, перестал заниматься сельским хозяйством, вернулся в Данию и стал зарабатывать исключительно литературным творчеством. В 1943 году он женился на художнице по костюмам Вибеке Холк. В сентябре 1975 года Якоб Палудан скончался в больнице и был похоронен на кладбище Сёхольм в Биркерёде.

## Творчество
В своем первом произведении «Западные дороги» (дат. De Vestlige Veje, 1922) Якоб описывает жизнь молодого человека в Америке. Положительные отзывы датских критиков встретили его следующие произведения «Прожектор» (дат. Søgelys, 1923), «Длинная зима» (дат. En Vinter lang 1924) и сборник поэзии «Неспокойные песни» (дат. Urolige sange, 1923). В «Птицах вокруг маяка» (дат. Fugle omkring Fyret, 1925) основной темой является конфликт между новым и старым. В 1927 году Палудан написал пессимистический роман «Зреющие поля» (дат. Markerne Modnes) о бедном и неуклюжем, но музыкально одаренном парне-мечтателе, сыне крестьянина, и его аристократическом двойнике-антиподе, сыне богатого землевладельца.
В 1932 - 1933 годах Палудан создал свой основной труд - роман «Йорген Стейн» (дат. Jørgen Stein; в двух томах «Гром на юге» (дат. Torden i Syd) и «Под радугой» (дат. Under Regnbuen), который описывает жизнь главного героя — молодого датского парня, представителя поколения времён Первой мировой войны.
После этого Палудан опубликовал несколько томов эссе, а в 1969 году написал автобиографическую повесть «Здесь за углом, здесь дует меньше» (дат. Her omkring hjørnet, her blæser det mindre) — трогательное юмористическое изображение человеческой судьбы.
Свою творческую жизнь Палудан закончил четырьмя небольшими эссе, так называемыми "зарисовками из жизни": «В осенней фазе луны» (дат. I høstens månefase), «Размытая правда» (дат. Sløret sandhed), «Приветствие из далекой реальности» (дат. Vink fra en fjern virkelighed) и «Щелчок замка́» (дат. Låsens klik; опубликовано посмертно).

## Литературные премии и награды
- 1933 — Писательская премия Отто Бензона (дат. Otto Benzons Forfatterlegat)
- 1933 — Премия (дат. Finansloven)
- 1937 — Премия Софуса Михаэлиса (дат. Sophus Michaëlis' Legat)
- 1939 — Медаль Хольберга (дат. Holberg-medaljen)
- 1942 — Стипендия Анкера (дат. Det anckerske Legat)
- 1943 — Премия Эммы Бурентцен (дат. Emma Bærentzens Legat)
- 1950 — Мемориальная премия Жанны и Анри Натансенов (дат. Jeanne og Henri Nathansens Mindelegat)
- 1951 — Мемориальная премия Германа Бэнгса (дат. Herman Bangs Mindelegat)
- 1951 — Медаль «За науки и искусства» (дат. Ingenio et Arti)
- 1951 — Золотой лавр (дат. De Gyldne Laurbær)
- 1956 — Премия Адама Эленшлегера (дат. Adam Oehlenschläger Legatet)
- 1957 — Премия Фонда памяти Хенрика Понтоппиданса (дат. Henrik Pontoppidans Mindefonds legat)
- 1959 — Культурная премия Läkerol (дат. Läkerols Kulturpris)
- 1960 — Медаль Датской Академии (дат. Medlem af Det Danske Akademi)
- 1964 — Гран-при Датской Академии (дат. Det Danske Akademis Store Pris)
- 1965 — Премия Государственного фонда искусства (дат. Statens Kunstfond)
- 1967 — Премия имени Х.К. Андерсена Ассоциации датских писателей (дат. Dansk Forfatterforenings H.C. Andersen Legat)
- 1970 — Мемориальная премия Германа Бэнгса (дат. Herman Bangs Mindelegat)
- 1974 — Премия Блихера (дат. Blicherprisen)
- 1975 — Премия Государственного фонда искусства за эссе «Приветствие из далекой реальности» (дат. Statens Kunstfond: Vink fra en fjern virkelighed)

### Романы
- Paludan, Jacob. Fugle omkring Fyret (датск.). — København: Steen Hasselbalch, 1925. — 237 p.
- Paludan, Jacob. Her omkring Hjørnet her blæser det mindre (датск.). — København: Steen Hasselbalch, 1969. — 71 p.
- Paludan, Jacob. Jørgen Stein (датск.). — København: Steen Hasselbalch, 1932-33. — Vol. I-II. — 750 p.
- Paludan, Jacob. Søgelys (датск.). — København: Steen Hasselbalch, 1923. — 234 p.
- Paludan, Jacob. Markerne modnes (датск.). — København: Steen Hasselbalch, 1927. — 247 p.
- Paludan, Jacob. De vestlige Veje (датск.). — Oslo: Aschehoug, 1922. — 169 p.
- Paludan, Jacob. En Vinter lang (датск.). — København: Steen Hasselbalch, 1924. — 126 p.

### Повести
- Paludan, Jacob. Feodor Jansens Jeremiader (датск.). — København: Steen Hasselbalch, 1927. — 124 p.
- Paludan, Jacob. Aaret rundt. Trykt og utrykt (датск.). — København: Steen Hasselbalch, 1929. — 147 p.

### Поэзия
- Paludan, Jacob. Urolige Sange (датск.). — Oslo: Aschehoug, 1923. — 91 p.

### Сборники
- Paludan, Jacob. Tanker og Bagtanker (датск.). — København: Steen Hasselbalch, 1937. — 54 p.
- Paludan, Jacob. Som om intet var hændt. Kroniker og Essays (датск.). — København: Steen Hasselbalch, 1938. — 173 p.
- Paludan, Jacob. Smaa Apropos'er. Tegninger af Arne Ungermann. — København: Nyt Nordisk Forlag, 1943. — 75 p.
- Paludan, Jacob. Prosa. Korte Ting fra tyve Aar (датск.). — København: Steen Hasselbalch, 1946. — 325 p.

### Публицистика
Paludan, Jacob. Landluft. Illustreret af Ib Andersen (датск.). — København: Steen Hasselbalch, 1944. — 82 p.

### Пьесы
- Paludan Jacob, Eberlin Erik. Landet forude. Et Spil om Utopien (датск.). — København: Steen Hasselbalch, 1928. — 171 p.

### Статьи
- Paludan,, Jacob. Efterskrift : послесловие к книге // Tine. Optrykt efter Originaludgaven :  [датск.] : роман / Bang, Herman. — 2-е изд. — København : Gyldendal, 1964. — 287 с.
- Paludan,, Jacob. Forord // Nobelpristagere. 24 noveller :  [датск.] : антология / под. ред. Orla Lundbo. — 2-е изд. — København : Carit Andersen, 1956. — 351 с.
- Paludan,, Jacob. Forord // Perler i Dansk digtning :  [датск.] : антология / под. ред. Paludan Jacob. — 1-е изд. — København : Branner og Korch, 1957. — 208 с.
- Paludan,, Jacob. Forord // Americana :  [датск.] : сборник повестей / Eberlin, Eric C.. — 2-е изд. — København : Carit Andersens Forlag, 1944. — 206 с.
- Sinclair Lewis. Dodsworth = Dodsworth (норв.) / пер. с англ. Jacob Paludan. — Oslo: Hagerup, 1930. — 308 с.
- Paludan,, Jacob. Forord // Dødsdømt :  [датск.] = Le dernier jour d'un comdamné : пер. Orla Lundbo : [пер. с фр.] : роман / Hugo, Victor. — København : Carit Andersens Forlag, 1944. — 124 с.
- Paludan,, Jacob. Især om Tonio Krøger // Tonio Krøger :  [датск.] = Tonio Kröger : пер. Th. Steinthal : [пер. с нем.] : роман / Mann, Thomas. — København : Selskabet Bogvennerne, 1964. — 284 с.
- Paludan,, Jacob. En tibetansk lamas selvbiografi. Forord // Det tredie øje :  [датск.] = The third eye : пер. Anne Monrad : [пер. с англ.] : автобиография / Rampa, T. Lobsang. — København : Schønberg, 1957. — С. 202.
- Paludan,, Jacob. Forord // Smaa Forløb :  [датск.] : повесть / Smith, Johannes. — København : Hasselbalch, 1944. — С. 59.

### Переводы
- Kristmann Guðmundsson. Livets Morgen = Morgunn lífsin (норв.) / пер. с исланд. Jacob Paludan. — Oslo: Aschehoug, 1929. — 288 с.
- Olle Hedberg. Karsten Kirsewetter = Karsten Kirsewetter (датск.) / пер. со швед. Jacob Paludan. — København: Steen Hasselbalch, 1942. — 455 с.
- Alexander Lernet-Holenia. Baron Bagge = Der Baron Bagge (датск.) / пер. с нем. Jacob Paludan. — København: J.H. Schultz, 1936. — 142 с.